# Доклад Тейлора
Доклад Тейлора (англ. Taylor Report) — документ, за развитием которого наблюдал лорд Тейлор Госфорт, относительно последствий и причин трагедии на Хиллсборо в 1989 году. Предварительный отчёт был опубликован в августе 1989 года, а окончательный в январе 1990 года. Его целью было установить причины трагедии и дать рекомендации относительно условий безопасности на спортивных мероприятиях в будущем.
Доклад Тейлора схож с рекомендацией, по которой все главные стадионы должны быть оборудованы только индивидуальными сидячими местами, на каждое из которых имеется только один билет. Футбольная лига Англии и Футбольная лига Шотландии вводили инструкции, согласно которым все клубы высших дивизионов должны подчиниться этой рекомендации.
Некоторые клубы начали модернизировать свои стадионы прежде, чем это правило было введено. Например, клуб «Сент-Джонстон» вёл строительство стадиона «Макдирмид Парк», который открылся как раз к сезону 1989/1990 годов.
В докладе говорилось, что фиксированная вместимость стадиона не опасна, но правительство решило, что вставание с мест не допустимо вообще. Группа «Встать-Сесть» (англ. Stand Up Sit Down), проводящая кампанию за компромисс по этой проблеме, утверждает, что некоторым болельщикам нужно разрешить стоять даже на сидячих трибунах.
Другие рекомендации Доклада Тейлора включали также пункты, касающиеся продажи алкоголя в пределах стадионов, цен на билеты, ограждений, турникетов и так далее.